# Igreja de St James (Sydney)
A Igreja de St James (em inglês: St James' Church, comumente conhecida como St James', King Street, é uma igreja paroquial anglicana listada como patrimônio australiano localizada na 173 King Street, no distrito comercial central de Sydney em Nova Gales do Sul. Consagrada em fevereiro de 1824 e batizada em homenagem a Santiago Magno, tornou-se igreja paroquial em 1835. Projetado no estilo de uma igreja da cidade georgiana pelo arquiteto presidiário transportado Francis Greenway durante o governo de Lachlan Macquarie, St James 'faz parte do recinto histórico da Macquarie Street, que inclui outros edifícios do início da era colonial, como o Hyde Park, listado como Patrimônio Mundial.
A igreja permanece histórica, social e arquitetonicamente significativa. O edifício é o mais antigo existente na região central da cidade de Sydney. Foi adicionado ao Registro de Patrimônio do Estado de New South Wales em 3 de setembro de 2004;  e foi listado no (agora extinto) Register of the National Estate.
A igreja manteve seu papel especial na vida religiosa, cívica e musical da cidade, bem como sua estreita associação com as profissões jurídicas e médicas da cidade por meio de sua proximidade com os tribunais e o Hospital de Sydney . Seu ministério original era para a população condenada de Sydney e continuou a servir os pobres e necessitados da cidade nos séculos seguintes.
A adoração em Santiago segue um estilo comumente encontrado na Igreja Alta e nas tradições anglo-católicas moderadas do anglicanismo. Mantém as tradições da música da igreja anglicana, com um coro cantando salmos, hinos e respostas em contraste com a grande maioria das igrejas na Diocese Anglicana de Sydney, onde os serviços são geralmente celebrados em estilos associados à Igreja Baixa e às práticas cristãs evangélicas . O ensino em St. James tem uma perspectiva mais liberal do que a maioria das igrejas da diocese em questões de gênero e ordenação de mulheres.

## Localização
A igreja está localizada em 173 King Street, Sydney, no distrito legal e comercial, perto de Hyde Park e adjacente à Queen's Square, adjacente à Greenway Wing da Suprema Corte de New South Wales . A igreja faz parte de um grupo de edifícios coloniais notáveis ao longo da Macquarie Street, que vai da Queen's Square até o porto de Sydney . Na época da construção, a igreja e os prédios próximos eram "as estruturas mais ilustres de Sydney ... na parte mais alta e, socialmente falando, na melhor parte da cidade". 
A paróquia geográfica de St James' é uma das 57 paróquias do Condado de Cumberland, Nova Gales do Sul, e inicialmente compartilhava a responsabilidade por uma área que se estendia até Sydney Heads . |primeiroJames' adquiriu sua própria paróquia em 1835. Desde então, seus limites permaneceram essencialmente inalterados. 
A estação ferroviária subterrânea de |primeiroJames recebeu o nome da igreja. A área ao redor da igreja é informalmente conhecida como St. James'.